# Jan Heitmann (Pokerspieler)
Jan Heitmann (* 20. September 1976 in Olpe) ist ein professioneller deutscher Pokerspieler und -trainer. Sein Spitzname „Erdnase“ ist eine Reverenz an einen der bedeutendsten Karten-Zauberkünstler, S. W. Erdnase.

## Persönliches
Heitmann studierte von 1998 bis 2003 Betriebswirtschaftslehre an der Wissenschaftlichen Hochschule für Unternehmensführung in Vallendar und schloss sein Studium erfolgreich als Diplomkaufmann ab. Heitmann ist verheiratet und Vater von zwei Töchtern, er lebt in München.

## Pokerkarriere
Zum ersten Mal kam er 1994 mit Poker in Berührung, erste Erfahrungen im richtigen Spiel machte er dann während seines Studiums in der Spielbank Wiesbaden. Dort spielte er Cash Games der Varianten Pot Limit Omaha und Limit Hold’em sowie Stud. Nach seinem Diplom begab sich Heitmann auf eine Pokerreise durch Europa, mit dem Ziel, sich die Reise durch das Pokerspiel zu finanzieren. Zeitgleich setzte der Pokerboom in den USA ein, einige Jahre später kam der Pokerboom nach Deutschland. Heitmann konnte seine Kenntnisse und seine Medienaffinität nutzen, um zu einer der bekanntesten Persönlichkeiten der deutschen Pokerszene zu werden.
Zu seinen bisher größten Erfolgen zählen der zweite Platz bei den European Poker Classics im Victoria Casino London, zwei Finaltische bei der European Poker Tour in Monte-Carlo 2005 und der neunte Platz bei den World Heads-Up Championships 2006 in Barcelona. Beim Main Event der World Series of Poker im Rio All-Suite Hotel and Casino am Las Vegas Strip belegte er 2012 den 26. Platz, was ihm mit knapp 300.000 US-Dollar seinen bisher höchsten Geldgewinn einbrachte. Einen Monat später gewann er den Main Event der German Championship of Poker und damit weitere 104.800 Euro. Heitmann spielte bis Ende 2015 für das Team PokerStars. Wenn er nicht selbst spielt, bringt er anderen sein Wissen bei, ob als Pokercoach, Sport1-Pokerexperte oder bis zur Einstellung der Sendung als Promitrainer der TV total PokerStars.de Nacht auf ProSieben. Als Keynote Speaker überträgt er Pokerkonzepte auch auf unternehmerische Entscheidungen.
Insgesamt hat sich Heitmann mit Poker bei Live-Turnieren rund eine Million US-Dollar erspielt.